# Flakkebjerg-drengen
Flakkebjerg-drengen er en amerikansk stumfilm fra 1919 af Robert G. Vignola.

## Medvirkende
- Lila Lee som Josephine Darchat
- Tom Forman som Russ Prendergast
- Buster Irving som Jimmy Darchat
- Charles Ogle som Os Whipple
- Fanny Midgley som Mitty Whipple